# Asconopsis
× Asconopsis (abreviado Ascps) es un híbrido intergenérico entre los géneros de orquídeas Ascocentrum y Phalaenopsis (Asctm x Phal).